# IC 2485
IC 2485 је ознака објекта на координатама са ректансцензијом 9h 27m 11,8s и деклинацијом - 39° 17" 5'. Открио га је Делајл Стјуарт, 1900. године. Каснијим посматрањима на том положају није уочен никакав астрономски објекат.